# Wendell Berry

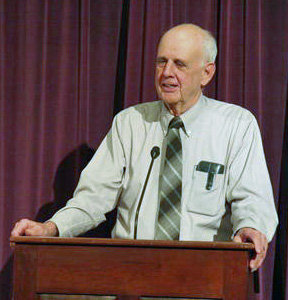
Wendell Berry (2007)

Wendell Berry (* 5. August 1934 in Henry County, Kentucky) ist ein US-amerikanischer Essayist, Dichter, Romancier, Umweltaktivist, Kulturkritiker und Landwirt.

## Leben
Berry kam als ältestes der vier Kinder von Virginia Erdman Berry und John Marshall Berry, Rechtsanwalt und Tabakanbauer, zur Welt. Die Familien beider Elternteile sind seit mindestens fünf Generation in Henry County ansässig. Berry besuchte die Highschool am Millersburg Military Institute. 1957 schloss er ein M.A.-Studium in Anglistik an der University of Kentucky ab. Im selben Jahr heiratete er Tanya Amyx. 1958 stipendierte er als Wallace Stegner Fellow bei Wallace Stegner am Institut für kreatives Schreiben der Stanford University. Unter den Mitstudenten war Ken Kesey, im Jahr zuvor war Edward Abbey dort Stipendiat.
Er lehrte unter anderem an der Universität Stanford, der New York University, der Universität von Cincinnati und der Universität von Kentucky. Ihn verbindet eine langjährige Brieffreundschaft mit dem Beat Dichter und Essayisten Gary Snyder.
Wendell Berry engagiert sich für ökologischen Landbau und dafür, den Beitrag, den eine landwirtschaftliche Kultur mit kleinbäuerlichen Strukturen zur Kultur als Ganzer leisten kann, ins Bewusstsein zu rufen. Er ist ein dezidierter Gegner von agrarindustrieller Bodenbewirtschaftung, monokulturellem Anbau, Massentierhaltung und Atomindustrie. In seinen Essays kritisiert er insbesondere den durch agrarindustrielle Anbaumethoden verursachten Humusverlust sowie eine damit einhergehende kulturelle Verarmung.
Berry verfasste mehr als 40 belletristische, essayistische und lyrische Werke und erhielt zahlreiche Preise und Auszeichnungen, darunter 2010 die National Humanities Medal, überreicht von Präsident Barack Obama, und 2013 den Dayton Literary Peace Prize. Er ist Fellow der American Academy of Arts and Sciences. 2014 wurde er in die American Academy of Arts and Letters aufgenommen.
Seine technikkritische Haltung machte Berry schon 1987 publik, als er in „Harper’s Magazine“ in einem Aufsatz darlegte, warum er sich keinen Computer zulegen wolle („Why I Am Not Going to Buy a Computer“): „Als Bauer arbeite ich fast ausschließlich mit Pferden. Als Schriftsteller arbeite ich mit Stift und Papier. […] Wie könnte ich bewusst gegen die Vergewaltigung der Natur anschreiben, wenn ich beim Akt des Schreibens selbst an eben dieser Vergewaltigung mitwirken würde? Aus demselben Grund ist es mir wichtig, bei Tageslicht und ohne elektrische Beleuchtung zu schreiben.“
Wendell Berry lebt und arbeitet mit seiner Frau Tanya auf der gemeinsamen Farm in Port Royal, Kentucky.

## Werke

### In deutscher Übersetzung
- Erinnern. Übersetzt von Taja Gut, Edition Tertium, Ostfildern 1995.
- Leben mit Bodenhaftung. Essays zur landwirtschaftlichen Kultur und Unkultur. Übersetzt von Hans-Ulrich Möhring, Erich Degreif, Stücken 2000, ISBN 978-3-930317-06-6.
- Körper und Erde. Essay über gutes Menschsein. Übersetzt von Matthias Fersterer, thinkOya, Klein Jasedow 2016, ISBN 978-3-927369-97-9.
- Die Erde unter den Füßen. Essays zu Kultur und Agrikultur. Übersetzt von Christian Quatmann, Peter Hammer Verlag (Edition Trickster), 2018, ISBN 978-3-7795-0602-7.

### In Originalsprache (englisch)
Fiction
- Nathan Coulter. Houghton Mifflin, Boston 1960 (North Point 1985).
- A Place on Earth. Harcourt, Brace, Boston 1967 (North Point 1983; Counterpoint 2001).
- The Memory of Old Jack. New York: Harcourt, Brace, Jovanovich 1974. (Counterpoint 2001).
- The Wild Birds: Six Stories of the Port William Membership. North Point, San Francisco 1986.
- Remembering. North Point, San Francisco 1988.
- Fidelity: Five Stories. Pantheon, New York 1992.
- Watch With Me and Six Other Stories of the Yet-Remembered Ptolemy Proudfoot and His Wife, Miss Minnie, Née Quinch. Pantheon, New York 1994.
- A World Lost. Counterpoint, Washington D.C. 1996.
- Jayber Crow. Counterpoint, Washington D.C. 2000.
- Three Short Novels  (Nathan Coulter, Remembering, A World Lost) Counterpoint, Washington D.C. 2002.
- Hannah Coulter. Shoemaker & Hoard, Washington D.C. 2004.
- That Distant Land: The Collected Stories. Shoemaker & Hoard, Washington D.C. 2004.
- Andy Catlett: Early Travels. Shoemaker & Hoard, Washington, D.C. 2006.
- Whitefoot: A Story from the Center of the World. Counterpoint, Berkeley 2009.
- A Place in Time: Twenty Stories of the Port William Membership. Counterpoint, Berkeley 2012.

Nonfiction
- The Long-Legged House. Harcourt, Brace, Jovanovich, New York 1969 (Shoemaker & Hoard, 2004).
- The Hidden Wound. Houghton Mifflin, Boston 1970.
- The Unforeseen Wilderness: Kentucky's Red River Gorge. U P Kentucky, 1971 (North Point, 1991; Shoemaker & Hoard, 2006).
- A Continuous Harmony: Essays Cultural & Agricultural. Harcourt, Brace, New York 1972 (Shoemaker & Hoard, 2004).
- The Unsettling of America: Culture and Agriculture. Sierra Club, San Francisco 1977; Avon Books, 1978; Sierra Club, 1986.
- The Gift of Good Land: Further Essays Cultural and Agricultural. North Point, San Francisco 1981 (Counterpoint, 2009).
- Recollected Essays: 1965–1980. North Point, San Francisco 1981.
- Standing by Words. North Point, San Francisco 1983 (Shoemaker & Hoard, 2005).
- mit Wes Jackson, Bruce Colman: Meeting the Expectations of the Land: Essays in Sustainable Agriculture and Stewardship, 1984.
- Home Economics: Fourteen Essays. North Point, San Francisco 1987 (Counterpoint, 2009).
- Descendants and Ancestors of Captain James W. Berry, with Laura Berry. Hub, Bowling Green 1990.
- Harlan Hubbard: Life and Work. Lexington, Kentucky: U P of Kentucky, 1990.
- What Are People For? North Point, New York 1990.
- Standing on Earth (Selected Essays). Golgonooza Press, UK 1991.
- Sex, Economy, Freedom & Community. Pantheon, New York 1992.
- Another Turn of the Crank. Counterpoint, Washington, D. C. 1996.
- Grace: Photographs of Rural America with Gregory Spaid and Gene Logsdon. Safe Harbor Books, New London 2000.
- Life Is a Miracle. Counterpoint, Washington D.C. 2000.
- In the Presence of Fear: Three Essays for a Changed World. Orion, Great Barrington 2001.
- The Art of the Commonplace: The Agrarian Essays of Wendell Berry. Ed. Norman Wirzba. Counterpoint, Washington D.C. 2002.
- Citizens Dissent: Security, Morality, and Leadership in an Age of Terror. With David James Duncan. Orion, Great Barrington 2003.
- Citizenship Papers. Shoemaker & Hoard, Washington D.C. 2003.
- Tobacco Harvest: An Elegy. Photographs by James Baker Hall. U P of Kentucky, Lexington 2004.
- Blessed Are the Peacemakers: Christ's Teachings about Love, Compassion & Forgiveness. Shoemaker & Hoard, Washington, D.C. 2005.
- The Way of Ignorance and Other Essays. Shoemaker & Hoard, Washington, D.C. 2005.
- Bringing It to the Table: On Farming and Food. Counterpoint, Berkeley 2009.
- Imagination in Place. Counterpoint, Berkeley 2010.
- What Matters? Economics for a Renewed Commonwealth Counterpoint, Berkeley 2010.
- The Poetry of William Carlos Williams of Rutherford. Counterpoint, Berkeley 2011, ISBN 978-1-58243-714-9.
- It All Turns on Affection: The Jefferson Lecture and Other Essays. Counterpoint, Berkeley 2012.
- Distant Neighbors: The Selected Letters of Wendell Berry and Gary Snyder. Ed. Chad Wriglesworth. Counterpoint, Berkeley 2014.
- Our Only World: Ten Essays. Counterpoint, Berkeley 2015.
- What I Stand On: The Collected Essays of Wendell Berry 1969-2017, Library of America, Mai 2019, ISBN 978-1598536102.

Poetry
- The Broken Ground. Harcourt, Brace, New York 1964.
- November twenty six nineteen hundred sixty three. Braziller, New York 1964.
- Openings. Harcourt, Brace, New York 1968.
- Farming: A Hand Book. Harcourt, Brace, Jovanovich, New York 1970 (Counterpoint, Berkeley 2011).
- The Country of Marriage. Harcourt, Brace, Jovanovich, New York 1973.
- An Eastward Look. Sand Dollar, Berkeley 1974.
- Sayings and Doings. Gnomon, Lexington 1975.
- Clearing. Harcourt, Brace, New York 1977.
- A Part. North Point, San Francisco 1980.
- The Wheel. North Point, San Francisco 1982.
- The Collected Poems, 1957–1982. North Point, San Francisco 1985.
- Sabbaths: Poems. North Point, San Francisco 1987.
- Traveling at Home. Press Alley, 1988; North Point 1989.
- Entries. Pantheon, New York 1994 (Counterpoint, Washington, D.C. 1997).
- The Farm. Larkspur, Monterey 1995.
- A Timbered Choir: The Sabbath Poems 1979–1997. Counterpoint, Washington, D.C. 1998.
- The Selected Poems of Wendell Berry. Counterpoint, Washington, D.C. 1999.
- The Gift of Gravity, Selected Poems, 1968–2000. Golgonooza Press, UK 2002.
- Sabbaths 2002. Larkspur, Monterey 2004.
- Given: New Poems. Washington D. C.: Shoemaker & Hoard. 2005.
- Window Poems. Shoemaker & Hoard, Washington, D.C. 2007.
- The Mad Farmer Poems. Berkeley: Counterpoint, 2008.
- Sabbaths 2006. Larkspur, Monterey 2008.
- Leavings. Counterpoint, Berkeley 2010.
- New Collected Poems. Counterpoint, Berkeley 2012.
- This Day: Sabbath Poems Collected and New 1979–2013. Counterpoint, Berkeley 2013.